# Рио Гранде
 Тази статия е за реката в Северна Америка.  За окръга в САЩ вижте Рио Гранде (окръг).  
Рио Гранде (на английски: Rio Grande; на испански: Río Bravo del Norte) е река, протичаща на територията на Съединените американски щати и Мексико. В Мексико е позната още и като Рио Браво (или Рио Браво дел Норте).
Реката е с дължина 3034 километра (1885 мили), което я нарежда на 3-то място по дължина в САЩ и на 4-то в цяла Северна Америка.
Извира от планините Сан Хуан, щата Колорадо, САЩ, преминава през долината Сейнт Луис, след това на юг през щатите Ню Мексико и Тексас, оформяйки част от Границата на САЩ и Мексико. Влива се в Мексиканският залив.
Реката служи като естествена граница между американския щат Тексас и мексиканските щати Чиуауа, Коауила, Нуево Леон, Тамаулипас. От средата на 20 век широко използване на водите на реката за селско стопанство и градове, както и големи отклоняващи язовирни стени, са намалили естествения отток на реката в Мексиканския залив до едва 20%. Близо до устието на реката се намира важен селскостопански регион.
Водосборния басейн на реката е почти 472 000 km2, но много безотточни области се намират в него и понякога те също се включват в общата площ на водосборния басейн, увеличавайки я на 870 000 km2.

## География
Рио Гранде извира от западната част на националната гора Рио Гранде в щата Колорадо. Реката се образува от съединяването на няколко потока в подножието на Кенди Маунтин в планинския масив Сан Хуан, източно от Континенталния вододел на Америка. Оттам тече през долината Сейнт Луис, след това на юг в долината Рио Гранде в Ню Мексико, преминавайки през ждрелото Рио Гранде близо до Таос, след което поема към Еспаньола, приемайки допълнително води от река Рио Чама. После реката продължава в южна посока през пустинните градове Албакърки и Лас Крусес към Ел Пасо и Сиудад Хуарес В района на Албакърки реката тече покрай редица исторически села на народите пуебло. След Ел Пасо служи като част от границата между САЩ и Мексико.
Според начинът на измерване, граничната дължина на реката е от 889 km до 1248 km. Големият приток Рио Кончос навлиза в Рио Гранде при Охинада и снабдява по-голямата част от водата в граничния сегмент. Друг приток е река Пекос, която се влива в Рио Гранде при язовир Амистад. Въпреки дължината си, Рио Гранде не е плавателна дори за малки пътнически или товарни кораби. Плаването по нея е възможно само за много малки лодки и само на няколко места. Максималанта дълбочина на реката е 18 m.
Рио Гранде извира високо в планините и тече през по-голямата си част на висока надморска височина; Албакърки е на 1619 m, а Ел пасо е на 1147 m над морското равнище. В Ню Мексико реката тече от един басейн с наноси към друг, прерязвайки каньони между басейните и поддържайки крехка заливна екосистема. От Ел пасо на изток реката тече през пустиня. Въпреки че напоително селско стопанство присъства през повече от дължината ѝ, то е особено развито в субтропичната долина на долното течение на Рио Гранде. Реката се влива чрез малка песъчлива делта в Мексиканския залив. През 2001 и 2002 г. устието на Рио Гранде е блокирано от пясъчен нанос. През есента на 2003 г. наносът е изчистен от бързо речно течение при 200 m³/s.

## Плавателност
Навигацията по реката е активна през по-голямата част от 19 век, като над 200 различни парахода работят между устието до Браунсвил и Рио Гранде Сити. Много параходи от реките Охайо и Мисисипи са реквизирани от американското правителство и преместени в Рио Гранде по време на Мексиканско-американската война през 1846 г. Те предоставят превоз на американската армия, водена от генерал Закари Тейлър, за да нападне Монтерей, Мексико. Според военните инженери, чрез малки модификации реката може да стане плавателна чак до Ел Пасо, но тези съвети така и не биват последвани.
При устието на Рио Грандо от мексиканска страна се е намирало търговското пристанище Багдад, което по времето на Американската гражданска война е единственото законно пристанище на Конфедерацията. Европейски кораби акостират близо до пристанището, за да поддържат неутралността му и успешно се справят със задачата по време на конфликта, въпреки известното напрежение от блокиращите кораби на американския флот. Пристанището е било плитко, с няколко малки плавателни съда, които теглят товари от и към по-дълбоко газещите товарни кораби, закотвени наблизо. Тези дълбоко газещи кораби не могат да преминат през плиткия пясъчен нанос при устието на реката. Търговията на пристанището е основно европейски военни доставки в замяна на боли памук.